# Nguyễn Sĩ Dũng
Nguyễn Sĩ Dũng (sinh năm 1955) là một tiến sĩ ngành giáo dục học, nhà khoa học, công chức, nhà hoạt động xã hội người Việt Nam. Ông từng giữ chức vụ Phó Chủ nhiệm Văn phòng Quốc hội Việt Nam (2003-2016). Ông là nhà phản biện xã hội và chuyên gia trong lĩnh vực khoa học chính trị của Việt Nam hiện nay. Ông là một trong 12 thành viên Nhóm tư vấn của Thủ tướng Chính phủ Nguyễn Tấn Dũng nhiệm kỳ 2011-2016. Hiện nay ông giữ chức vụ Giám đốc Trung tâm Hòa giải Việt Nam (VMC) nhiệm kỳ 2018 - 2021.

## Xuất thân
Nguyễn Sĩ Dũng sinh năm 1955 tại huyện Thanh Chương, tỉnh Nghệ An. Ông là con đầu trong một gia đình có tám người con. Cha ông là giáo viên dạy văn, còn mẹ ông là nhân viên phục vụ của một trường y tế. Nguyễn Sĩ Dũng là cháu của tú tài Nguyễn Sĩ Trâm, em trai tú tài Nguyễn Sĩ Giản, người sinh ra nhà cách mạng Nguyễn Sĩ Sách.

## Giáo dục
Nguyễn Sĩ Dũng thi đạt điểm tuyệt đối khoa Văn trường Đại học Tổng hợp, sau đó nhận được học bổng của nhà nước Việt Nam du học ở Liên Xô, học chuyên ngành tiếng Anh.
Sau khi tốt nghiệp đại học với thành tích xuất sắc, ông tiếp tục làm nghiên cứu sinh ngành Giáo dục học ở Liên Xô.
Ông có bằng phó tiến sĩ Giáo dục học tại Trường Đại học Sư phạm Ngoại ngữ, Nga.
Nguyễn Sĩ Dũng từng thực tập tại Nghị viện Úc.

## Sự nghiệp
Từ năm 1997 đến năm 2003, Nguyễn Sĩ Dũng làm Giám đốc Trung tâm Thông tin, Thư viện và Nghiên cứu khoa học của Văn phòng Quốc hội Việt Nam.
Ngày 10 tháng 10 năm 2003, ông được Chủ tịch Quốc hội Việt Nam Nguyễn Văn An bổ nhiệm chức vụ Phó Chủ nhiệm Văn phòng Quốc hội Việt Nam cùng với ông Nguyễn Đức Hiền (Vụ trưởng Vụ Tổng hợp Văn phòng Quốc hội).
Nguyễn Sĩ Dũng là thành viên Nhóm tư vấn của Thủ tướng Chính phủ Nguyễn Tấn Dũng nhiệm kỳ 2011-2016.
Ông từng là Chủ tịch Hội đồng khoa học của Văn phòng Quốc hội.
Ông từng là Ủy viên thường trực Ban điều phối các dự án hợp tác quốc tế của Văn phòng Quốc hội.
Ông từng là Thành viên Hội đồng biên tập của Tạp chí Nghiên cứu Lập pháp.
Ông là Ủy viên thường trực Ban Biên tập Dự thảo sửa đổi Hiến pháp năm 1992.
Ông từng là thư ký của ông Vũ Mão (1939-2020), Chủ nhiệm Văn phòng Quốc hội.
Ông là Thành viên Ban soạn thảo Dự án Luật giao dịch điện tử, Dự án Luật ban hành văn bản quy phạm pháp luật, Dự án Luật tổ chức Quốc hội, Dự án Luật Tổ chức chính quyền địa phương, Luật Tổ chức Quốc hội.
Từ tháng 3 năm 2016, ông nghỉ hưu.
Từ ngày 28 tháng 05 năm 2018 đến nay, ông giữ chức vụ Giám đốc Trung tâm Hòa giải Việt Nam (VMC)

## Quan điểm

### Các dự án BOT của Bộ Giao thông Vận tải
Nguyễn Sĩ Dũng phản đối việc đặt trạm BOT sai chỗ ở những con đường người dân không đi qua mà vẫn phải đóng phí.

### Về Nguyễn Xuân Anh
Ông cho rằng Nguyễn Xuân Anh bị mất chức Bí thư Thành ủy Đà Nẵng năm 2017 là vì Nguyễn Xuân Anh non kém về bản lĩnh chính trị, chưa làm được gì cho thành phố Đà Nẵng, chưa thu phục được nhân tâm mà đã bắt chước mạnh miệng như người tiền nhiệm (Nguyễn Bá Thanh) nên tạo ra nhiều kẻ thù.

## Sách đã xuất bản
1. Nguyễn Sĩ Dũng, "Những nghịch lý của thời gian".[17]
2. Nguyễn Sĩ Dũng, Thế sự - một góc nhìn, Nhà xuất bản Tri thức.
3. Nguyễn Sĩ Dũng, Bàn về Quốc hội, Nhà xuất bản Chính trị Quốc gia Sự thật, năm 2017.[18]

## Các bài báo
Ông có nhiều bài báo bàn về lập pháp, pháp luật và cải cách hành chính, chính trị, kinh tế, xã hội.